# Simien-Nationalpark
Der 412 km² große Simien-Nationalpark (auch Semien-Nationalpark oder Sämen-Nationalpark) befindet sich im Norden von Äthiopien. Sein Name leitet sich von dem amharischen Wort sämen (ሰሜን) „Norden“ her. Er ist vor allem der eindrucksvollen Berglandschaft wegen bekannt. Der Park umfasst Höhenlagen von 1900 bis über 4500 Meter ü. M. Mit 4533 m ist der Ras Daschän der höchste Berg Äthiopiens und siebthöchste in Afrika. Der Park wurde unter anderem zum Schutz verschiedener endemischer und teilweise sehr gefährdeter Tierarten eingerichtet. Dazu gehören der Erzrabe, der Äthiopische Steinbock (oder Walia), der Äthiopische Wolf und der Dschelada (oder Blutbrustpavian).
Von 1967 bis 1969 arbeitete der Schriftsteller C. W. Nicol am Aufbau des Parks.

## Geographie
Der Park liegt am zerklüfteten Nordrand des ausgedehnten, welligen Geech-Plateaus im westlichen Teil des Simien-Massivs. Er nimmt einen schmalen Streifen auf einem 1000 m hohen Steilhang und einen Streifen an seinem unteren Ende ein. Das Gebiet liegt nördlich und westlich des 4533 m hohen Ras Daschän, des höchsten Gipfels Äthiopiens, der zusammen mit anderen Berggipfeln den Park überragt.
Dieses Massiv, Teil eines riesigen Vulkandoms aus Basalten, entstand vor etwa 75 Millionen Jahren und durchlebte eine Vulkanismusphase, die vor 4 bis 5 Millionen Jahren endete, und auf die eine Vergletscherung und starke Erosion folgte. Es ist heute tief eingeschnitten von bewaldeten Schluchten und steilen Klippen, die sich auf einer Länge von über 35 km entlang der Nordkante erstrecken. Das Plateau wird von Norden nach Süden durch den Mayshasha-Fluss geteilt und ist dessen Haupteinzugsgebiet. Es gibt schnell fließende permanente Wasserläufe und hohe Wasserfälle, die im Nordosten und Süden in Zuläufe des Tekeze entwässern.
Die aus vulkanischem Substrat gebildeten Böden sind fruchtbar, aber durch Überweidung stark degradiert und haben eine sehr geringe Ertragskraft. In alpinen und felsigen Gebieten werden sie zu Lithosolen. Seit seiner Gründung besteht der Park zu etwa 30 % aus Kulturland.

### Klima
Die mittlere jährliche Niederschlagsmenge beträgt 1550 mm. Der Hauptteil davon fällt in zwei Regenzeiten: von Februar bis März und von Juli bis September. Seit den 1960er Jahren haben die Regenzeiten stark nachgelassen. Die Tiefsttemperatur reicht von −2,5 bis 4 °C, die Höchsttemperatur beträgt 11 bis 18 °C. Tagsüber gibt es oft trockene Winde, nachts kann es zu Frost kommen und auf dem Gipfel des Ras Daschän ist auch Schnee möglich.

## Ökosystem

### Flora
Die Simien-Berge gehören zum Afroalpinen Pflanzendiversitäts-Zentrum (Afro-alpine Centre of Plant Diversity) und haben aufgrund ihrer abgeschiedenen Lage eine bisher noch unbekannte Anzahl einheimischer Arten. Es wird von etwa 5 bis 10 Arten ausgegangen, eine recht geringe Anzahl im Vergleich zu anderen afromontanen Regionen. Der Park, gelegen am Rand der Paläarktis, besitzt einen repräsentativen Anteil des Äthiopischen Tropischen Saisonalen Hochlandbioms (Ethiopian Tropical Seasonal Highland biome). Die üppige Vegetation wächst in vier höhenbezogenen Zonen: Afromontaner Wald, Hypericum-Wald, Afromontantes Grasland und Afroalpines Moorland. Die Arten in den beiden letztgenannten Biomen können sich xeromorph an extreme Höhenverhältnisse anpassen und eine hohe Anzahl neuer Arten ausbilden. Starke Überweidung hat allerdings zur Verödung des Graslandes geführt. Von 900 ha afroalpiner Vegetation waren 1996 25 % stark überweidet, 60 % stark beweidet und nur 15 % mehr oder weniger naturbelassen.
Der eher artenarme Wald unterhalb von 3000 m ist größtenteils abgeholzt, außer in den Schluchten, wo noch einige Wasserbirnen, Ostafrikanische Wacholder und Afrikanische Olivenbäume (Olea europaea ssp. africana) vorhanden sind. Die Steilhänge, Schluchtenränder und Bergkämme sind mit grobem Tussockgras, Felsenkräutern und kleinen Büschen wie dem Afrikanischen Ampfer (Rumex nervosus) bewachsen, vereinzelt auch mit der Lippenblütler-Art Otostegia minucci, dem Nordafrikanischen Storchschnabel (Geranium arabicum), Thymian und Klee sowie Kletterpflanzen wie der Semien-Waldrebe und das Kleinfrüchtige Kletten-Labkraut.
In 3000 bis 3800 m Höhe war einst die Baumheide und das Johanniskraut vorherrschend. Von den Bäumen sind nur noch wenige übrig geblieben, da das Gebiet für den Getreideanbau gerodet wurde und es keine Neuanpflanzungen gab.
Von 3800 m bis zur alpinen Zone herrscht subalpines Grasland vor, in dem Riesen-Lobelie, Baumheide, Fackellilie (Kniphofia foliosa), Abessinische Rose, die gelbblühende Primel Primula verticillata (eine paläarktische Art), Nachtschatten-Arten, Afrikanische Strohblume, Alpen-Frauenmantel sowie Unterarten der Brennnessel und der Flechte Usnea vorkommen. Das Dickblattgewächs Rosularia simiensis sowie zehn Grasarten sind endemisch für das Simien-Gebirge. Das endemische Tussockgras Festuca gilbertiana ist nur vom Geech-Plateau her bekannt. Dieses büschelige Grasland, welches früher ein buntes Mosaik bildete, wurde weitgehend von Kurzgräsern der Sorte Festuca macrophylla und Carex erythrorhiza ersetzt und von Rindern abgenutzt, die auch die Bäche verschmutzen. Oberhalb dieser Ebene befindet sich eine alpine Moorlandschaft mit Moosen der Familie Grimmiacea.

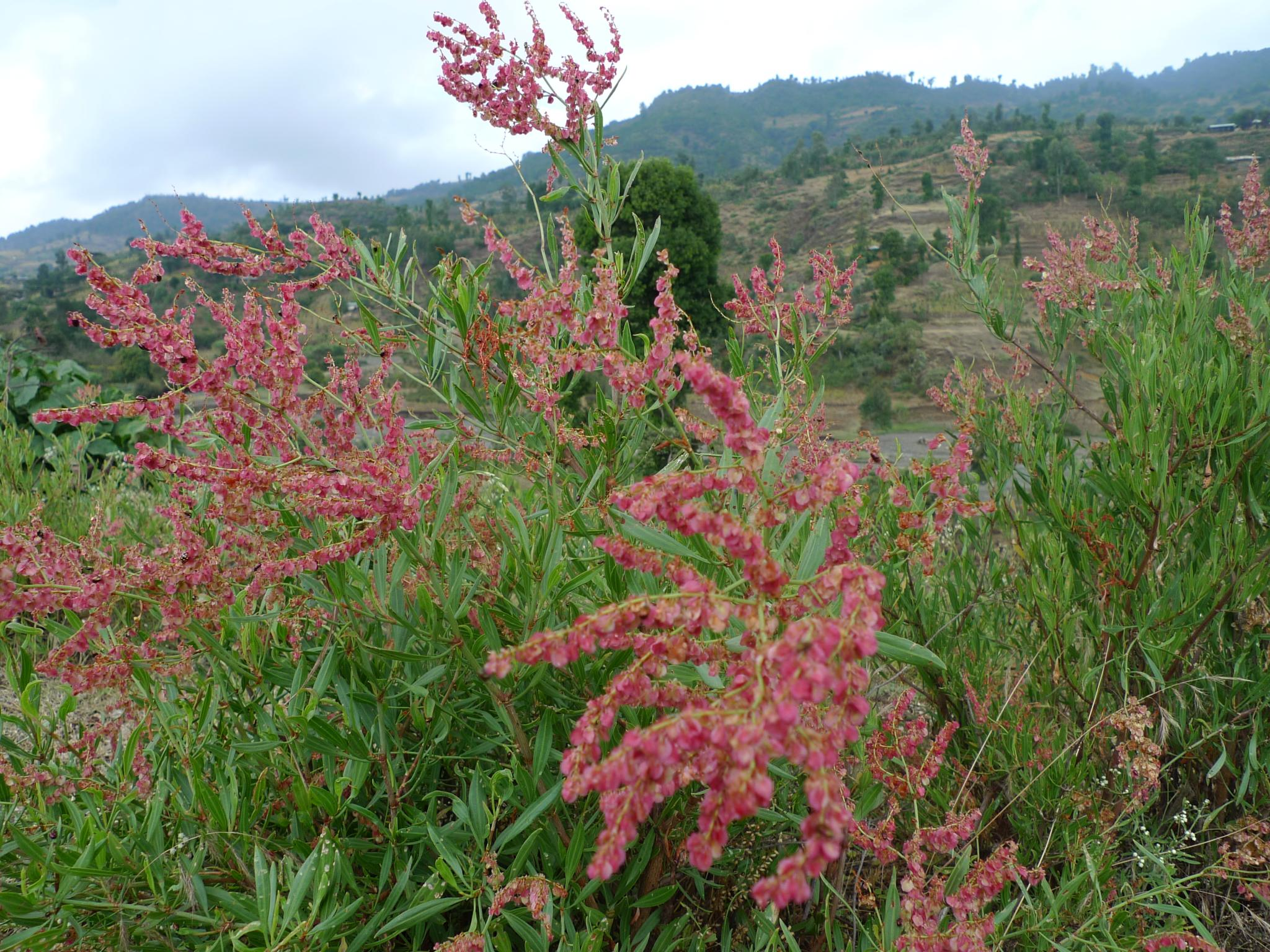
Afrikanischer Ampfer Rumex nervosus
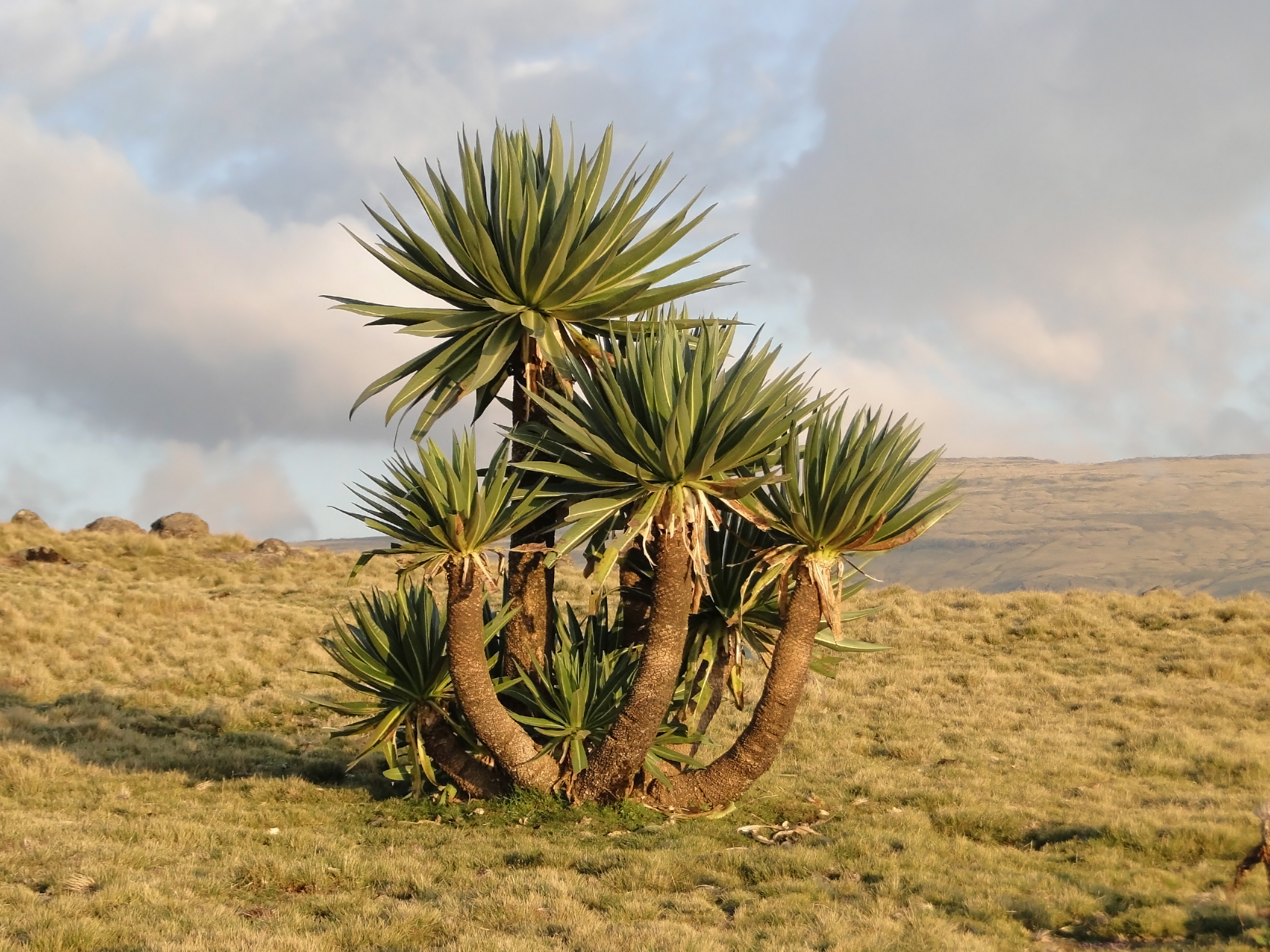
Riesen-Lobelie Lobelia rhynchopetalum
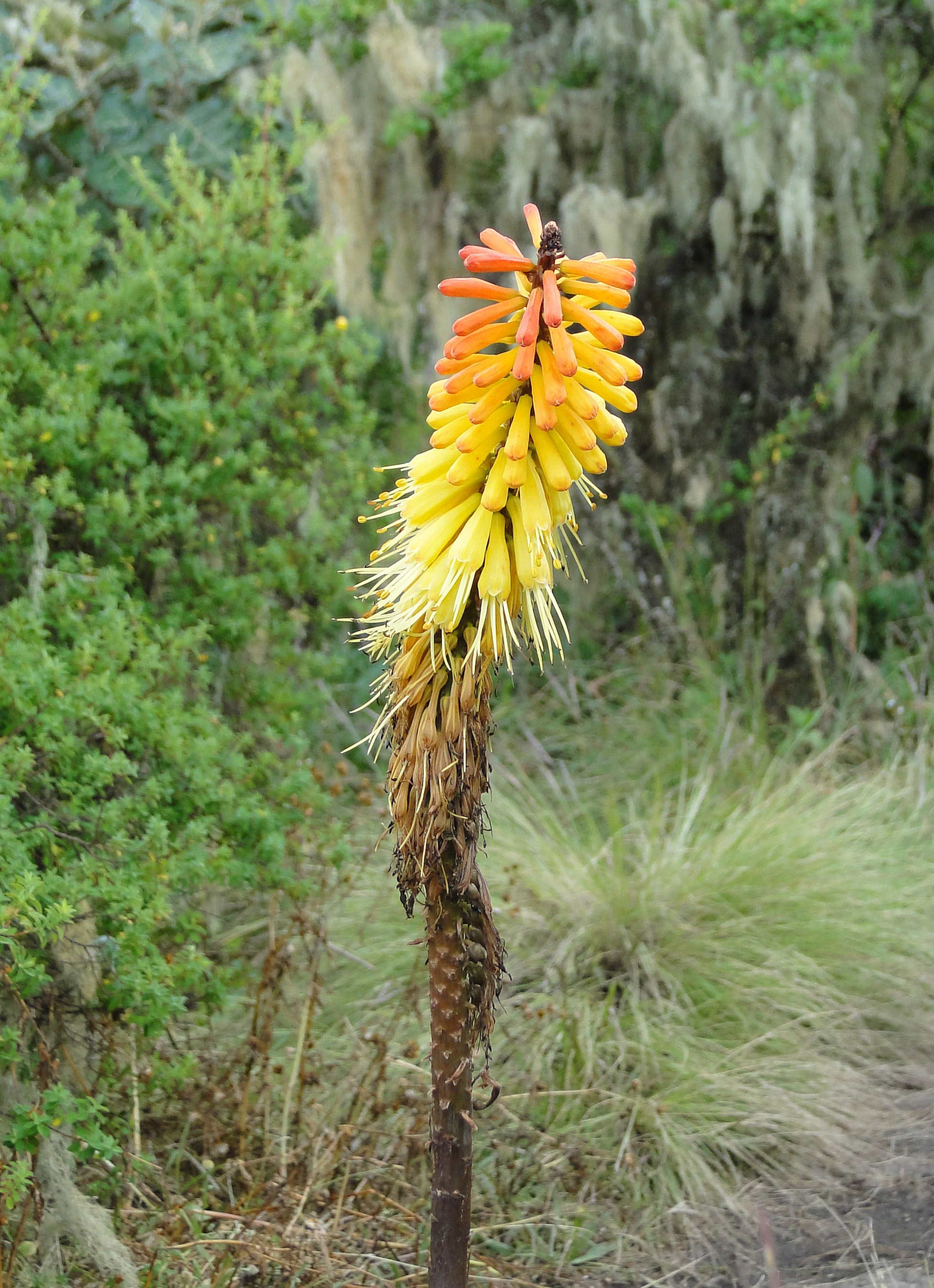
Fackellilie Kniphofia foliosa
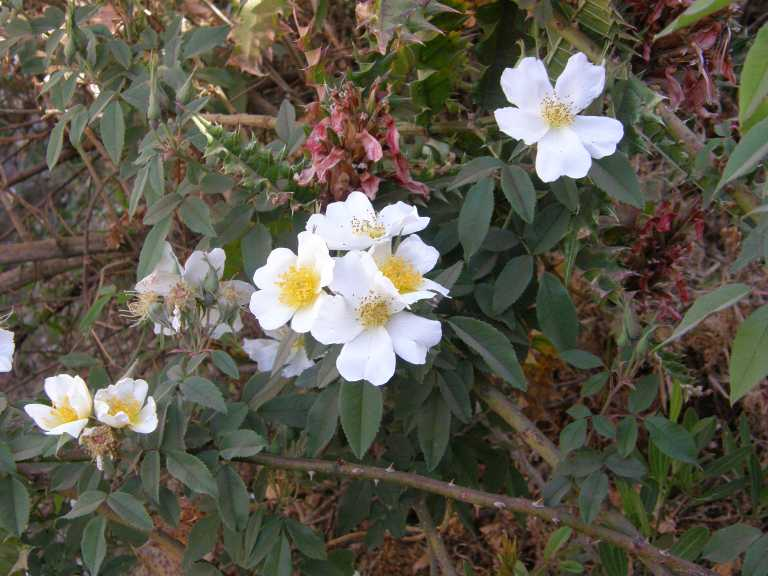
Abessinische Rose Rosa abyssinica

### Fauna
Insgesamt 21 Säugetierarten sind nachgewiesen, darunter sieben endemische Arten. Durch menschliche Eingriffe, die Veränderungen des Lebensraumes zur Folge hatten, hat sich jedoch die Situation für Wildtiere im Park verschlechtert, auch wegen der Ausbreitung des Weideviehs.
Der für das Simiengebirge größtenteils endemische Äthiopische Steinbock lebt zurückgezogen auf den Klippen der nördlichen Felshänge und auch außerhalb des Parks. Sein Bestand hatte sich vor der Ausweisung des Nationalparks im Jahr 1969 auf etwa 300 Tiere reduziert. 1989 erhöhte sich die Zahl auf 400, nachdem Wilderei die Tiere jedoch weiter nach Osten getrieben hatte, wurden 1996 nur noch 200 Tiere gezählt. Nach der Eingliederung von zwei weiteren Reservaten wurde im November 2005 die Zahl der Tiere im Park auf 623 geschätzt.
Der Äthiopische Wolf, welcher nur in Äthiopien vorkommt und als seltenster Canid der Welt gilt, ist von der rückläufigen Fläche des büscheligen Grashabitats abhängig. 1977 gab es nur 20 Einzeltiere, 2003 wurden 40 Tiere im Park beobachtet, 2005 insgesamt 71, davon ein Großteil außerhalb des Parks. Weitere vorkommende Säugetiere sind der Dschelada-, Mantel- und Anubispavian, die Äthiopische Grünmeerkatze, der Guereza aus der Gattung der Schwarz-weißen Stummelaffen, die Tüpfelhyäne, der Afrikanische Goldwolf, der Leopard, der Karakal, der Serval, die Afrikanische Wildkatze und mehrere große Pflanzenfresser wie das Pinselohrschwein, der Buschbock, der Kronenducker und der Klippspringer, die sich mittlerweile auch aus dem Park zurückziehen. Fünf Kleinsäugerarten sind in Äthiopien endemisch.

Säugetiere
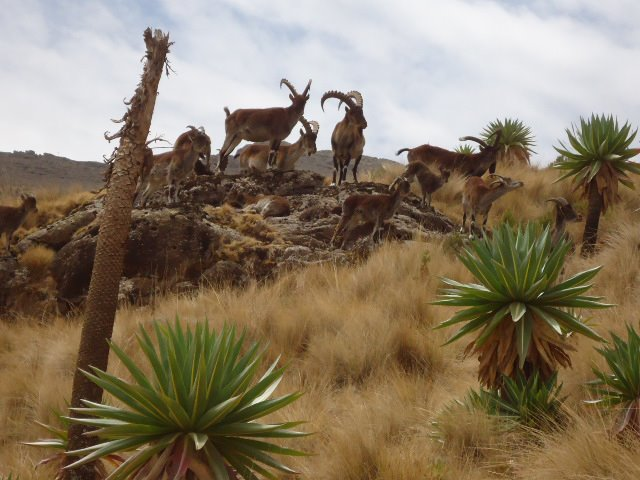
Äthiopischer Steinbock
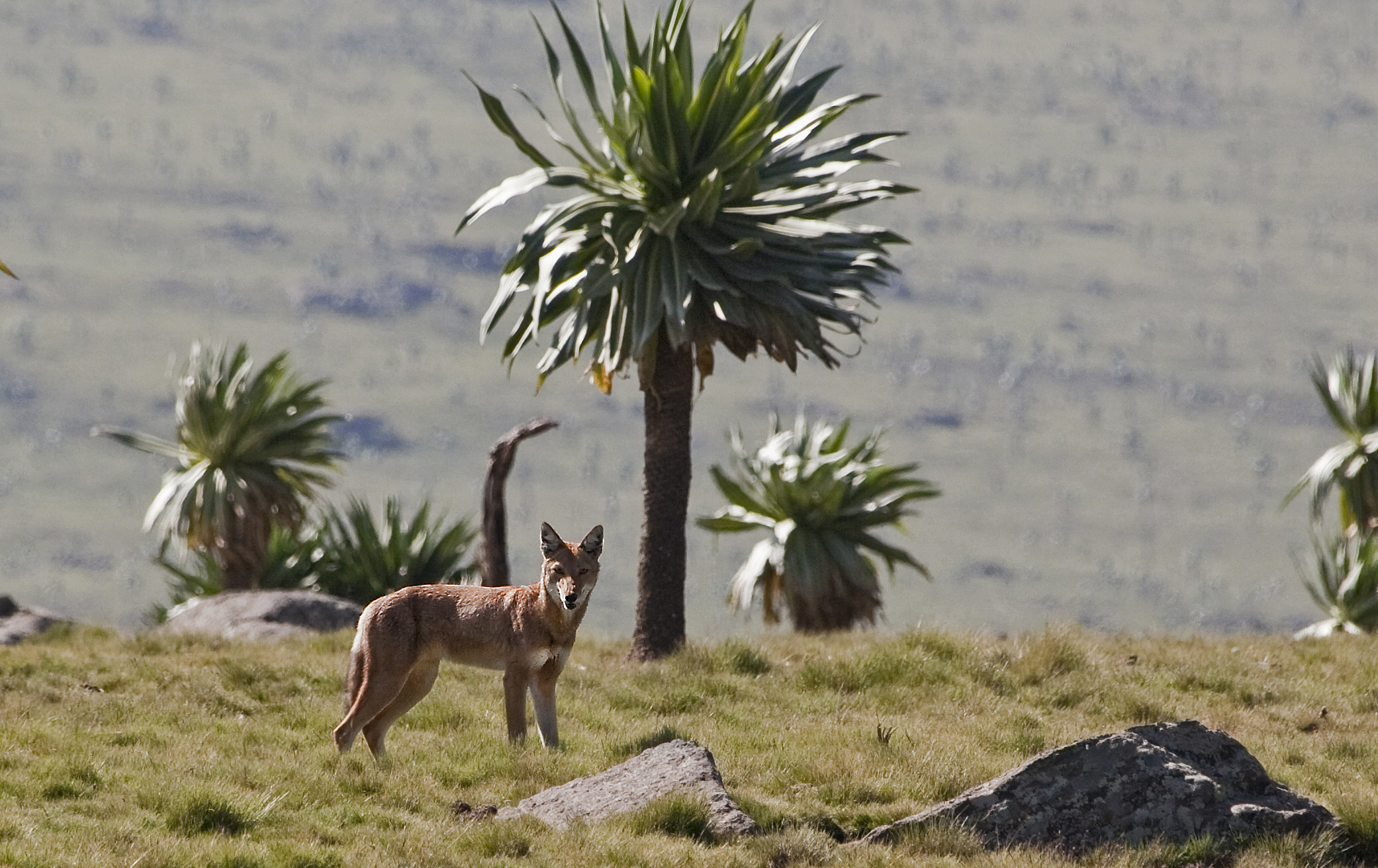
Äthiopischer Wolf
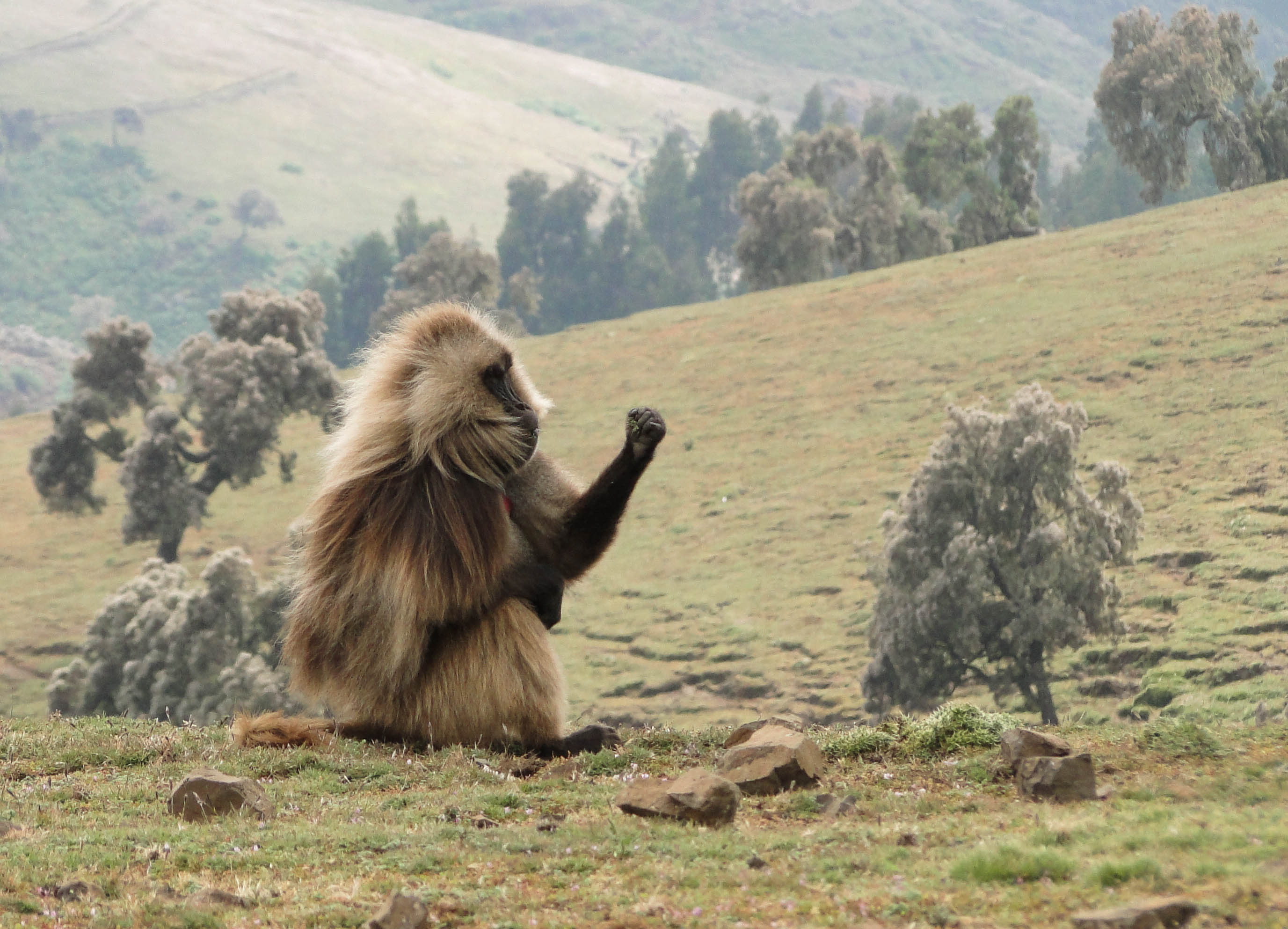
Dschelada
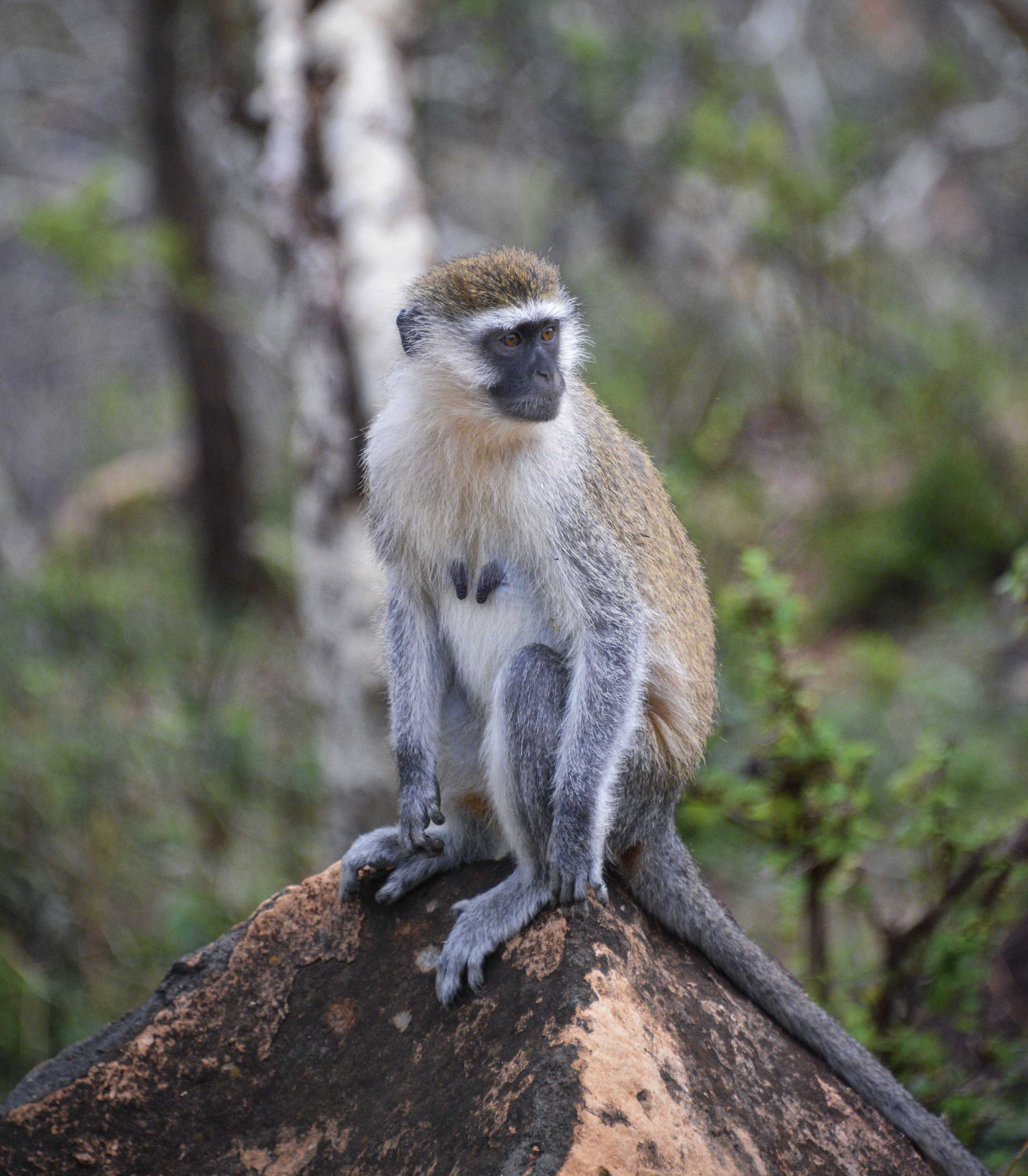
Äthiopische Grünmeerkatze

Der Park liegt innerhalb des Endemischen Vogelschutzgebietes „Zentrales Äthiopisches Hochland“. Zu den 137 im Jahr 2001 erfassten Vogelarten sind 16 für Äthiopien endemisch: der Klunkeribis, der Strichelkiebitz, der Tarantapapagei, der Mönchspirol, der Schwarzkopfgirlitz, die Singtimalie, der Goldhalspieper, der Weißschnabelstar und der Erzrabe. Im Klippenbereich kommen Abessinische Felsentaube, Spiegelschmätzer und Einfarbschmätzer vor. Für das afrotropische Hochland typisch sind Braunnackenfrankolin, Mönchsbuschdrossling und die Alpenkrähe. Es gibt auch 25 Arten von Greifvögeln, darunter den Lämmergeier, vier weitere Geier- und vier Adlerarten.

Vögel
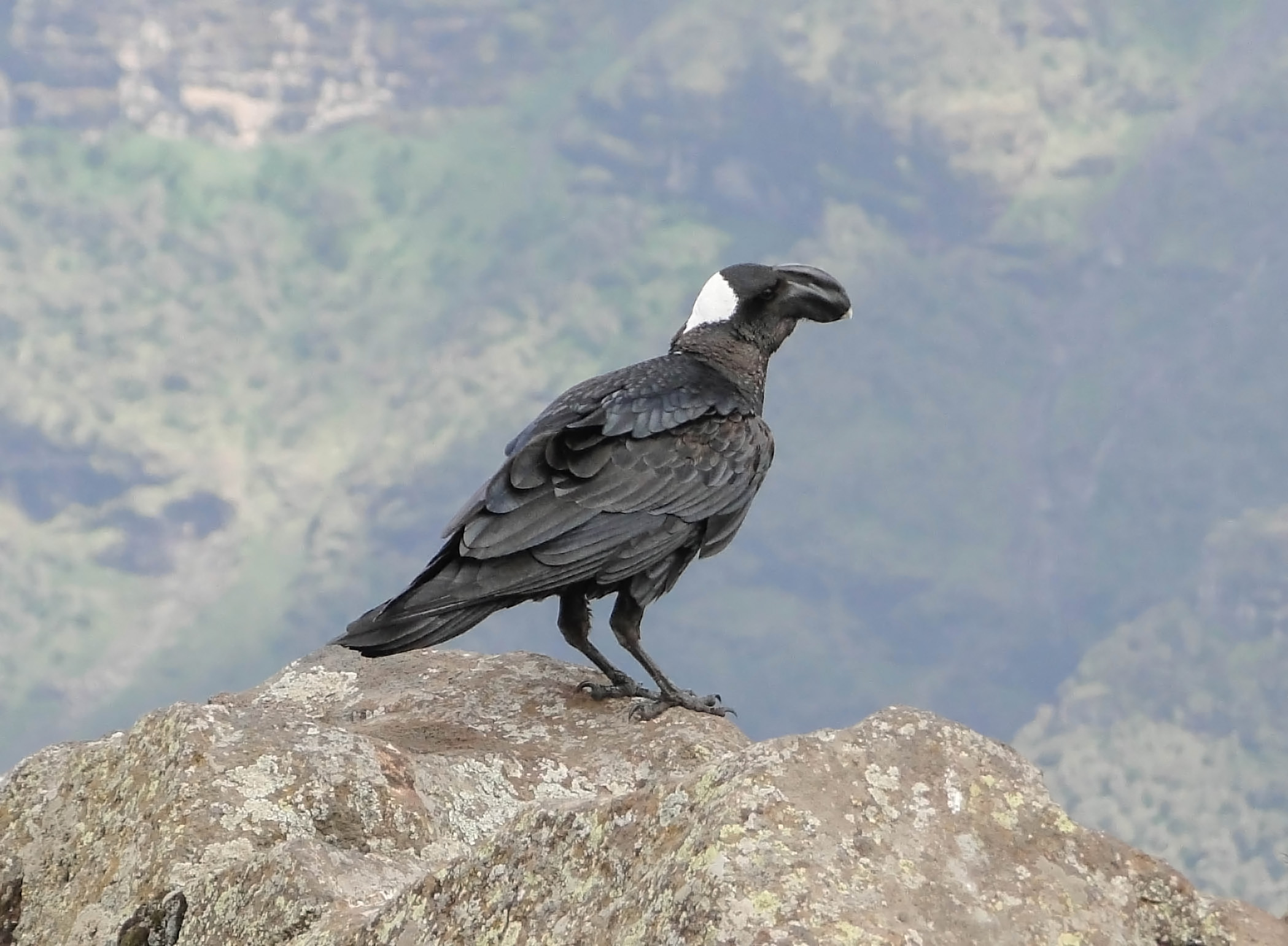
Erzrabe
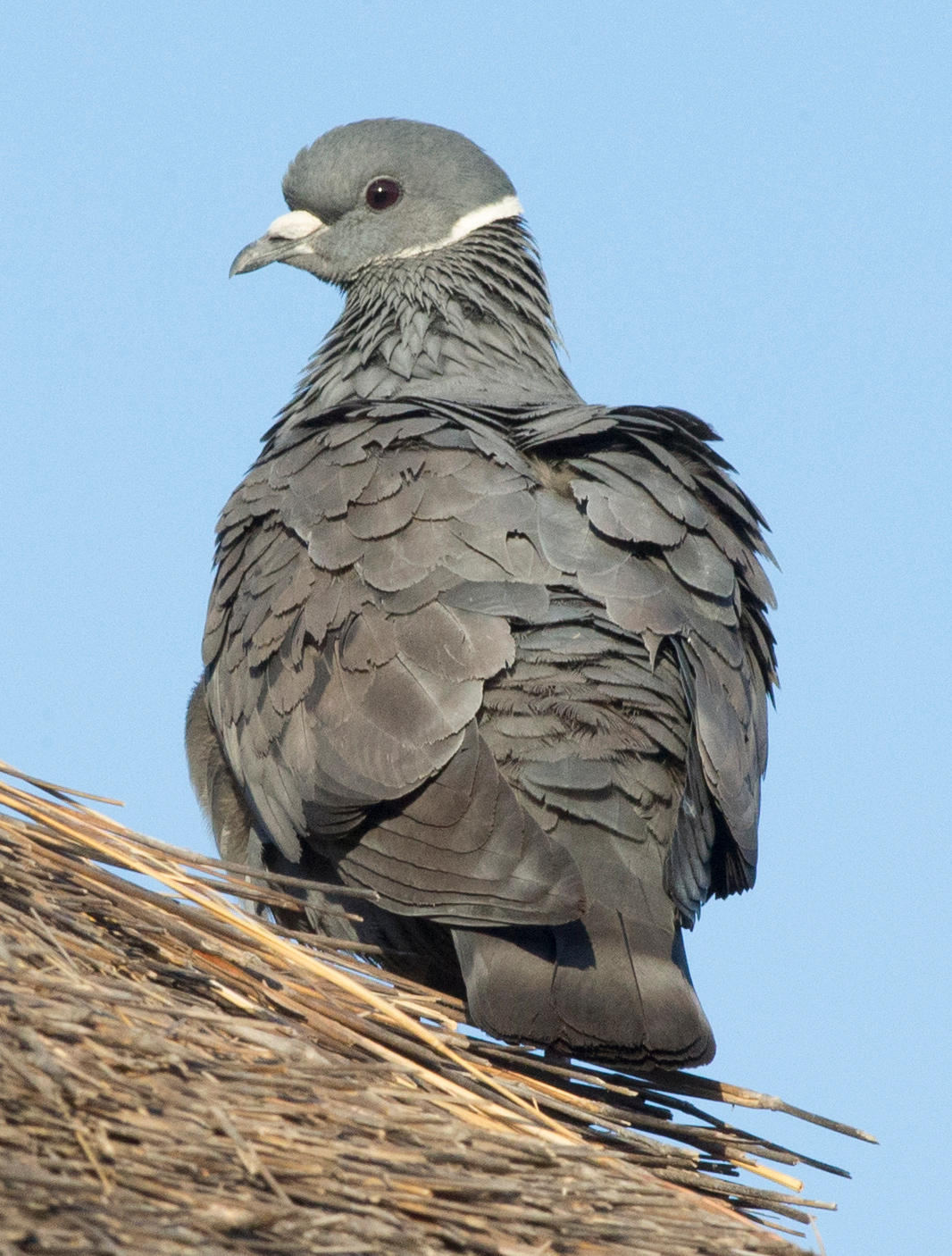
Abessinische Felsentaube
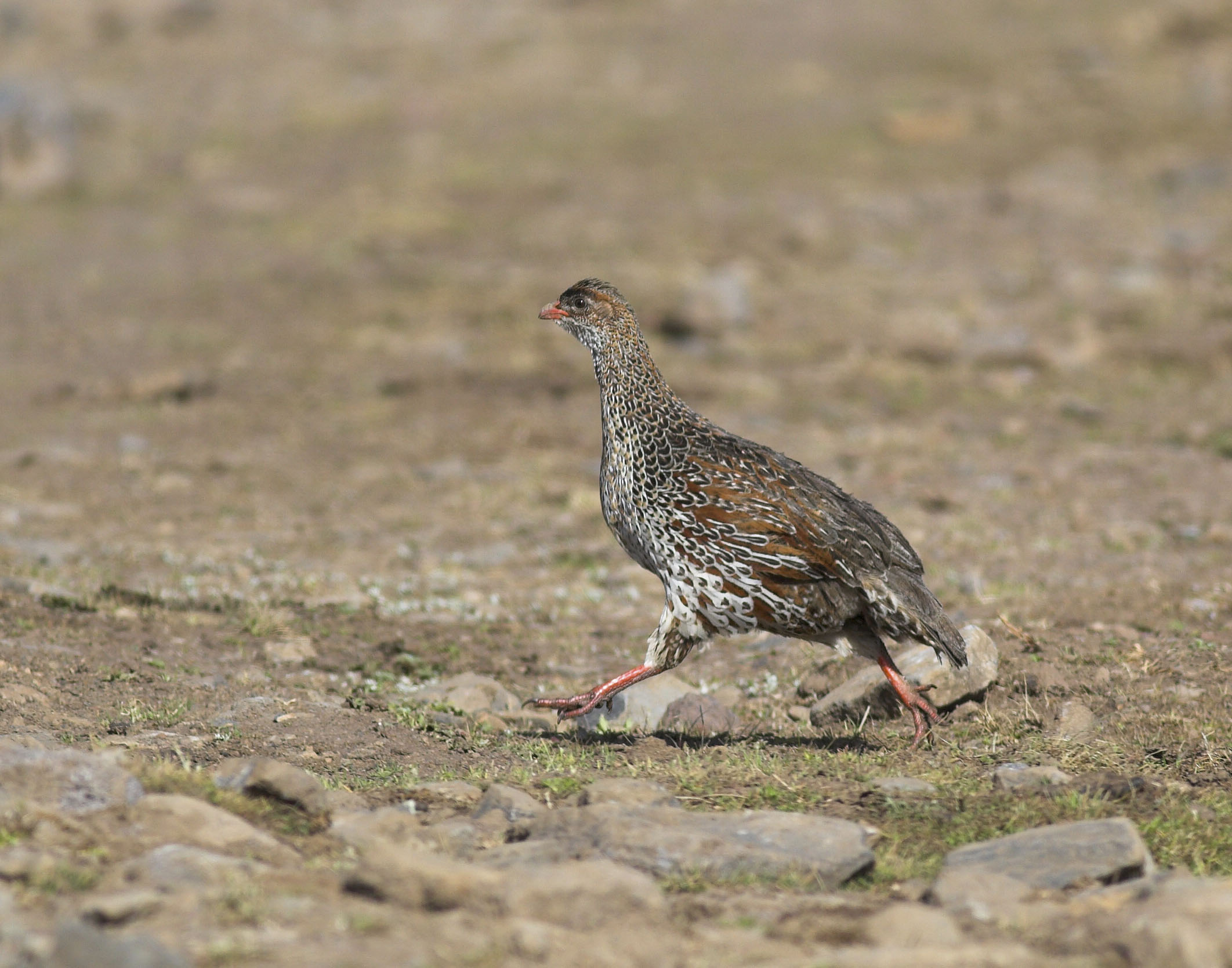
Braunnackenfrankolin
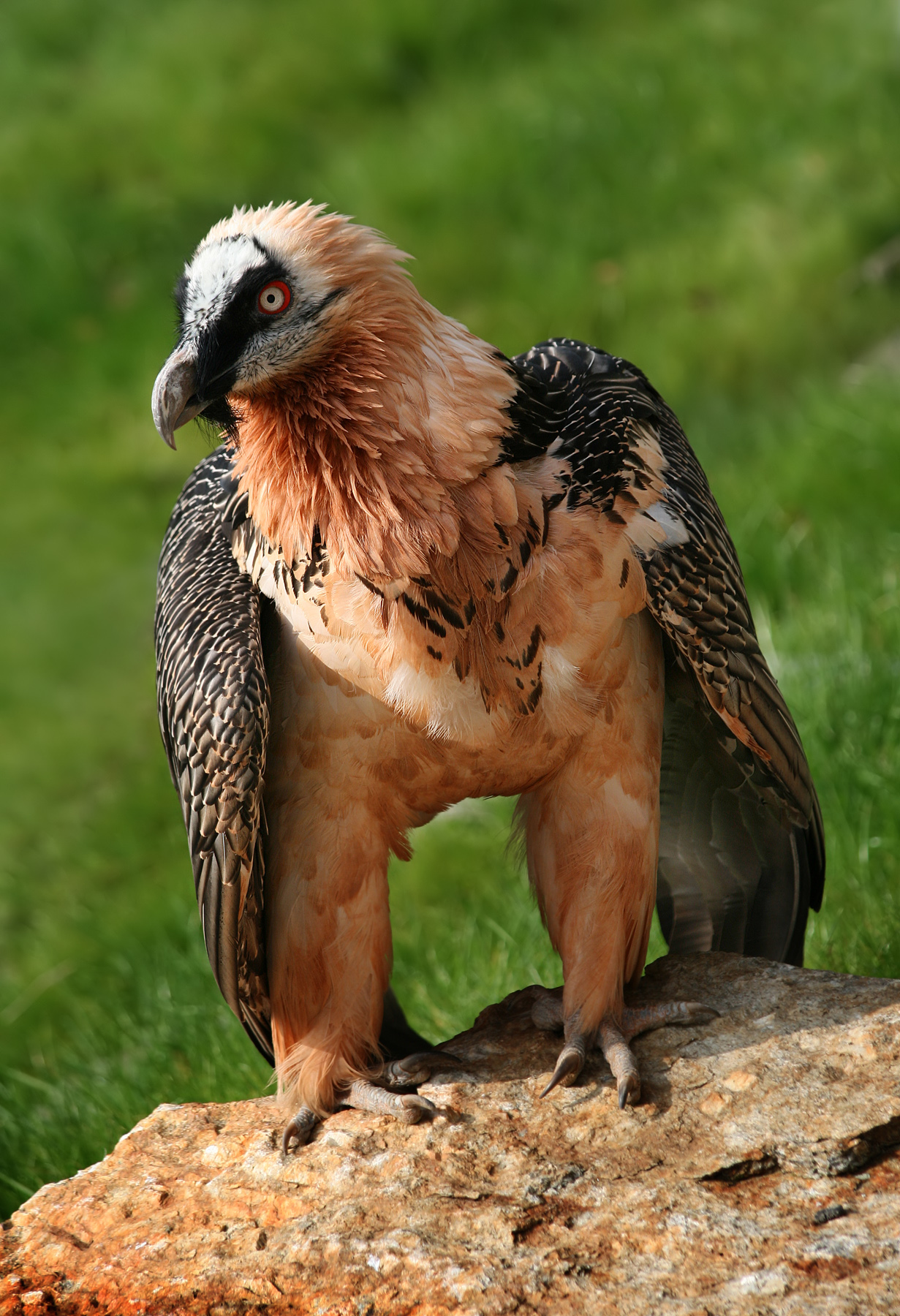
Lämmergeier

## Schutz
Wegen seiner biologischen Bedeutung stand der Park im Mittelpunkt vieler Naturschutzaktivitäten und war eine der ersten Welterbestätten.

### Parkverwaltung
Der Park wurde 1969 offiziell eingerichtet, um die einzigartigen Ökosysteme zu schützen. Vor der Gründung des Parks lebten hier Bauern, deren Landnutzung später zu Konflikten mit Naturschutzzielen führte. Die Region war historisch Siedlungsgebiet der äthiopischen Hochlandbevölkerung.
Der Park wurde bis 1996 von der Ethiopian Wildlife Conservation Organisation (EWCO) des äthiopischen Umweltministeriums verwaltet, das auch heute noch Management-Richtlinien festlegt. Seit 1997 wird der Park von der Amhara Parks Development and Protection Authority („Behörde für Entwicklung und Schutz der Amhara-Parks“) der amharischen Regionalregierung verwaltet.
1978 wurden zum Schutze des Parks und der Tiere die im Park lebenden Menschen umgesiedelt und jegliche Nutzung von natürlichen Rohstoffen (z. B. Holz) verboten. 1986 wurde mit Unterstützung des WWF ein detaillierter Managementplan erstellt, der jedoch wegen des Bürgerkrieges, bei dem die Infrastruktur des Parks zerstört wurde, nicht umgesetzt werden konnte. Die Sorge der Zentralregierung um die Tierwelt und nicht um die Bewohner des Parks führte zu erheblichem Widerstand in der Bevölkerung und stärkte die lokale Opposition. Die Bevölkerung und lokalen Gemeinden durften daraufhin an den Planungs- und Managemententscheidungen teilhaben. 1996 wurde der Park in die Rote Liste des gefährdeten Welterbes aufgenommen, da der Bau einer Zufahrtsstraße von Debark nach Mekane Berhan und landwirtschaftliche Eingriffe negative Auswirkungen auf den Lebensraum der Steinböcke und Wölfe hatten. Der bislang ungestörte Erica-Hypericum-Wald lieferte nun einen Großteil des lokalen Brennholzes. Die Einschreibung wurde von den nationalen Behörden trotz langwieriger Diskussionen nicht anerkannt.
1997 wurde die Parkverwaltung nach einem vorausgehenden Treffen mit Interessengruppen von den Zentral- auf die Regionalbehörden übertragen. Ein Vertreter der regionalen Regierung versprach eine Aufstockung des Budgets und Parkpersonals, sowie Gespräche mit der lokalen Bevölkerung, ein Komitee für die Parksanierung, die Zusammenarbeit mit Spendern, eine Verlegung der durch den Park führenden Straße, die freiwillige Umsiedlung von vier Dörfern an den Rand des Parks und die Erweiterung um zwei benachbarte Wildreservate. Die Vorschläge wurden von den lokalen Akteuren akzeptiert und darauf aufbauend ein Managementplan erstellt. 2007 hatten sich 165 Haushalte aus dem Dorf Arkwasiye freiwillig aus einem kritischen Wildtierkorridor zurückgezogen und eine Entschädigung erhalten. Über zwei Drittel der Kosten von 1.175 US-Dollar pro Haushalt wurden von der Regionalregierung getragen, der Rest von ausländischen Geldgebern.
Im Jahr 2003 konnte aufgrund dieser Maßnahmen ein Anstieg der Steinbockpopulation festgestellt werden. Bis 2006 wurden 100 Grenzsteine aufgestellt, die die beiden Wildreservate Mesareriya im Osten und Lemalino im Westen mit einer Gesamtfläche von 23.000 ha umschließen und die eine große Population von Steinböcken und Wölfen von mehreren Dörfern im Park trennen. Weitere 300 Grenzmarkierungen wurden für die Erweiterung des Parks um die Berge Silki Yared und Kiddis Yared im Nordosten eingerichtet, die Erweiterung mit einem Verbindungskorridor zum Ras Daschän im Süden blieb jedoch unmarkiert. Eine zweite durch das Wildgebiet verlaufende Straße von Bwahit nach Dilybza wurde verlegt. Eine neue Straße von Debark nach Mekeneberhan, die den Park umgeht, wurde zwar geplant, aber noch nicht finanziert.
2009 wurde ein umfassender, vom World Heritage Fund geförderter, Zehn-Jahres-Plan erstellt. Dennoch hat die Bevölkerungs- und Viehdichte kaum abgenommen und die Überweidung bleibt weiterhin ungebremst. Nach Einschätzung des UNEP-WCMC sind zehnjährige Strategie- und dreijährige Aktionspläne notwendig, um den Weidedruck zu verringern und alternative Lebensgrundlagen für die Menschen in und um den Park zu fördern, um ihre Auswirkungen auf seine Ressourcen zu begrenzen und das Land für die Renaturierung zu entlasten. Diese werden jedoch erhebliche Mittel erfordern, die noch nicht zur Verfügung stehen.
In der Pufferzone wurde eine Tierklinik eingerichtet, um der Übertragung von Viehseuchen auf Wildtiere vorzubeugen. Die Österreichische Entwicklungszusammenarbeit finanzierte ein sechsjähriges nachhaltiges Ressourcenprogramm, das die Einführung von neuen Nutzpflanzen, Pflanzenschulen, Bienenstöcke, Bewässerungsprojekte und Viehzucht vorsah.

### Eintragung als Weltnaturerbe
Der Nationalpark wurde 1978 aufgrund eines Beschlusses der zweiten Sitzung des Welterbekomitees als erste Weltnaturerbestätte in Äthiopien in die Liste des UNESCO-Welterbes eingetragen. In der Sitzung wurden auch die Felsenkirchen von Lalibela als erstes Weltkulturerbe des Landes aufgenommen.
Die Welterbestätte umfasst eine Fläche von 13.600 Hektar.
In der Begründung für die Eintragung heißt es unter anderem:
Der Simien-Nationalpark im Norden Äthiopiens ist eine spektakuläre Landschaft, wo starke Erosion im Laufe von Jahrmillionen zerklüftete Berggipfel, tiefe Täler und markante Steilhänge von rund 1500 m Höhe geschaffen hat. Der Park ist für den Erhalt der Biodiversität von globaler Bedeutung, da er weltweit bedrohte Arten beherbergt, darunter den symbolträchtigen Äthiopischen Steinbock, eine wilde Bergziege, die nirgendwo sonst auf der Welt zu finden ist, den Dschelada-Pavian und den Äthiopischen Wolf.
Die Eintragung erfolgte aufgrund der Kriterien (vii) und (x).
(vii): Die spektakuläre Landschaft des Naturgutes ist Teil des Simien-Gebirgsmassivs, das sich am nördliches Rand des äthiopischen Hochlandes befindet und das den höchsten Punkt Äthiopiens, Ras Daschän, umfasst. Aus dem hügeligen Plateau des Simiengebirges haben sich über Jahrmillionen hinweg durch Erosion steile Klippen und tiefe Schluchten von außergewöhnlicher Naturschönheit herausgebildet. Einige Klippen erreichen eine Höhe von 1500 m und die nördliche Felswand erstreckt sich über etwa 35 km. Die Berge werden von tiefen Tälern im Norden, Osten und Süden begrenzt und bieten weite Ausblicke über die zerklüftete Schlucht sowie die untere Tiefebene. Die spektakuläre Kulisse der Simien-Berge wird als Konkurrenz zum Grand Canyon in Colorado angesehen.
(x): Das Naturgut ist von globaler Bedeutung für den Erhalt der Biodiversität. Es gehört zum Afroalpinen Pflanzendiversitätszentrum und zum Östlichen Afromontanen Biodiversitäts-Hotspot und beherbergt eine Reihe von weltweit bedrohten Arten. Die Klippen des Parks sind der Hauptlebensraum des bedrohten Äthiopischen Steinbocks (Capra walie), eine wilde Bergziege, die im Simiengebirge endemisch ist. Andere Leitarten sind der bedrohte Äthiopische Wolf (oder Simien-Fuchs, Canis simensis), der als seltenste Canidenart der Welt gilt, und der Dschelada-Pavian (Theropithecus gelada). Beide sind im äthiopischen Hochland endemisch und auf afroalpine Wiesen und Heideflächen angewiesen. Andere große Säugetierarten sind der Anubispavian, der Mantelpavian, der Klippspringer und der Goldschakal. Der Park ist auch ein wichtiges Vogelschutzgebiet, das zum größeren Endemischen Vogelschutzgebiet „Zentrales Äthiopisches Hochland“ gehört. Insgesamt kommen im Park über 20 große Säugetierarten und über 130 Vogelarten vor. In den Bergen leben 5 kleine Säugetierarten und 16 Vogelarten, die in Eritrea und/oder Äthiopien endemisch sind, sowie eine bedeutende Population des seltenen Lämmergeiers, einer spektakulären Geierart. Der Reichtum an Arten und Lebensräumen im Park ist das Resultat seiner großen Höhen-, Topographie- und Klimavielfalt, welche seine afromontanen und afroalpinen Ökosysteme geprägt hat.
Ab 1996 stand der Nationalpark auf der Roten Liste des gefährdeten Welterbes, da die extrem kleine Population des Äthiopischen Steinbocks weiter schrumpfte und immer mehr Menschen sich im Gebiet des Parks ansiedelten. Die Nationalparkverwaltung versichert, dass diese Entwicklung inzwischen umgekehrt sei und man insbesondere an einer Strategie für einen alternativen Erwerb des Lebensunterhalts für die lokale Bevölkerung arbeite. Im Jahr 2017 entschied das Welterbekomitee, den Nationalpark aufgrund erfolgreicher Schutzmaßnahmen von der Roten Liste zu nehmen.